# Alf Dell'Orso
Alf Dell'Orso (21 de abril de 1959) es un deportista australiano que compitió en taekwondo. Ganó una medalla de bronce en el Campeonato Mundial de Taekwondo de 1987 y dos medallas de bronce en el Campeonato Asiático de Taekwondo en los años 1984 y 1994.

## Palmarés internacional
| Campeonato Mundial  | Campeonato Mundial | Campeonato Mundial | Campeonato Mundial |
| Año                 | Lugar              | Medalla            | Categoría          |
| ------------------- | ------------------ | ------------------ | ------------------ |
| 1987                | Barcelona (España) | Medalla de bronce  | –58 kg             |
| Campeonato Asiático |                    |                    |                    |
| Año                 | Lugar              | Medalla            | Categoría          |
| 1984                | Manila ()          | Medalla de bronce  | –60 kg             |
| 1994                | Manila ()          | Medalla de bronce  | –58 kg             |